# Pháo đài Srebrna Góra

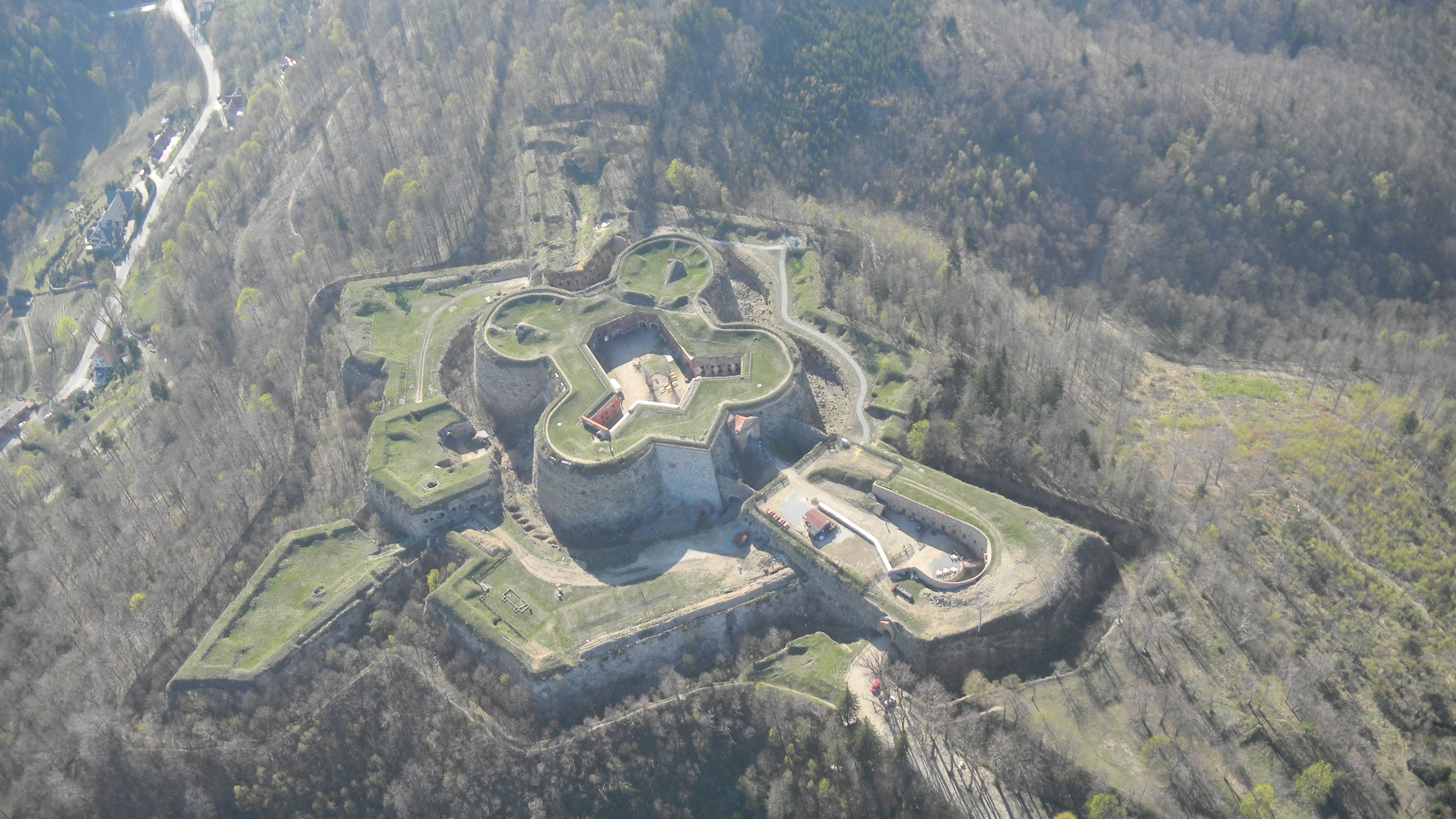
Nhìn từ trên không của pháo đài

Pháo đài Srebrna Góra hoặc Srebrnogórska (tiếng Đức: Festung Silberberg, Pháo đài núi bạc) là một pháo đài quân sự trước đây, nay là một tượng đài và một bảo tàng, nằm ở thị trấn Srebrna Góra (Núi bạc), Voivodeship Hạ Silesian, Ba Lan. Nó được xây dựng vào năm 1765 – 1777 khi lãnh thổ là một phần của Vương quốc Phổ.
Pháo đài là một trong những Di tích Lịch sử quốc gia chính thức của Ba Lan (Pomnik historii), được chỉ định vào ngày 1 tháng 5 năm 2004. Danh sách của nó được bảo vệ bởi Ủy ban Di sản Quốc gia Ba Lan. Nó đã được tuyên bố là một ví dụ hiếm hoi của một thành trì núi ở châu Âu thế kỷ 18 còn sót lại.
Pháo đài đã được gọi là " Gibraltar of Prussia", hay "Gibraltar of Silesia", ám chỉ đến nền móng của nó rất vững chắc.

## Lịch sử

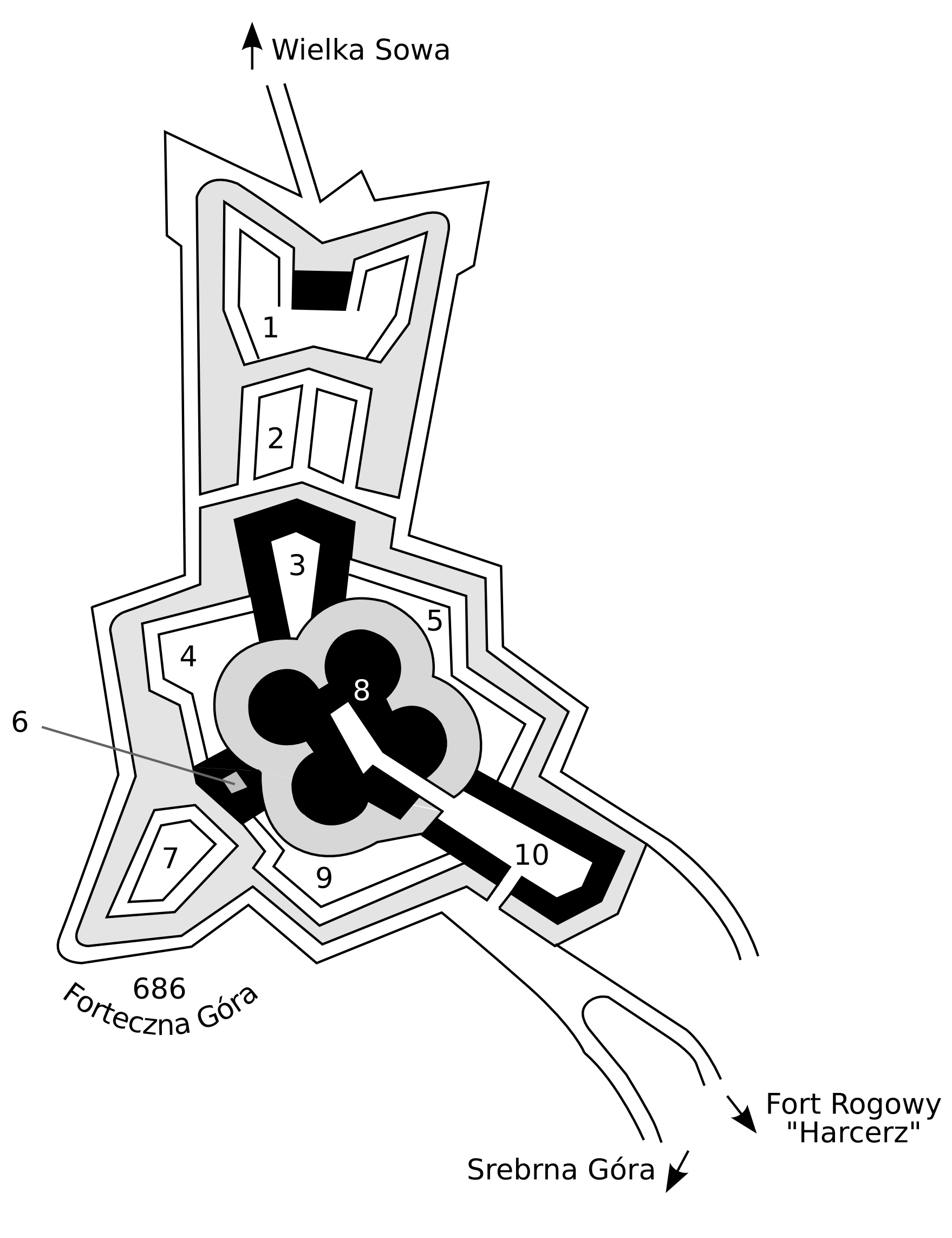
Bản đồ pháo đài

Pháo đài ở Srebrna Góra được xây dựng vào năm 1764 – 1777 theo lệnh của Frederick II, Vua nước Phổ. Nó được thiết kế bởi kiến trúc sư người Phổ Ludwig Wilhelm Regeler, được hỗ trợ bởi một số kỹ sư quân sự người Phổ. Các công trình bổ sung nhỏ đã diễn ra trong những năm tiếp theo, nhưng không có thay đổi lớn nào được thực hiện; xây dựng một pháo đài sườn gần đó đã được bắt đầu nhưng nhanh chóng bị bỏ hoang. Khu phức hợp bao gồm sáu pháo đài, một số thành lũy và các thành phần liên quan. Pháo đài chính của khu phức hợp là pháo đài trung tâm Donżon trên đồi Warowna Góra.

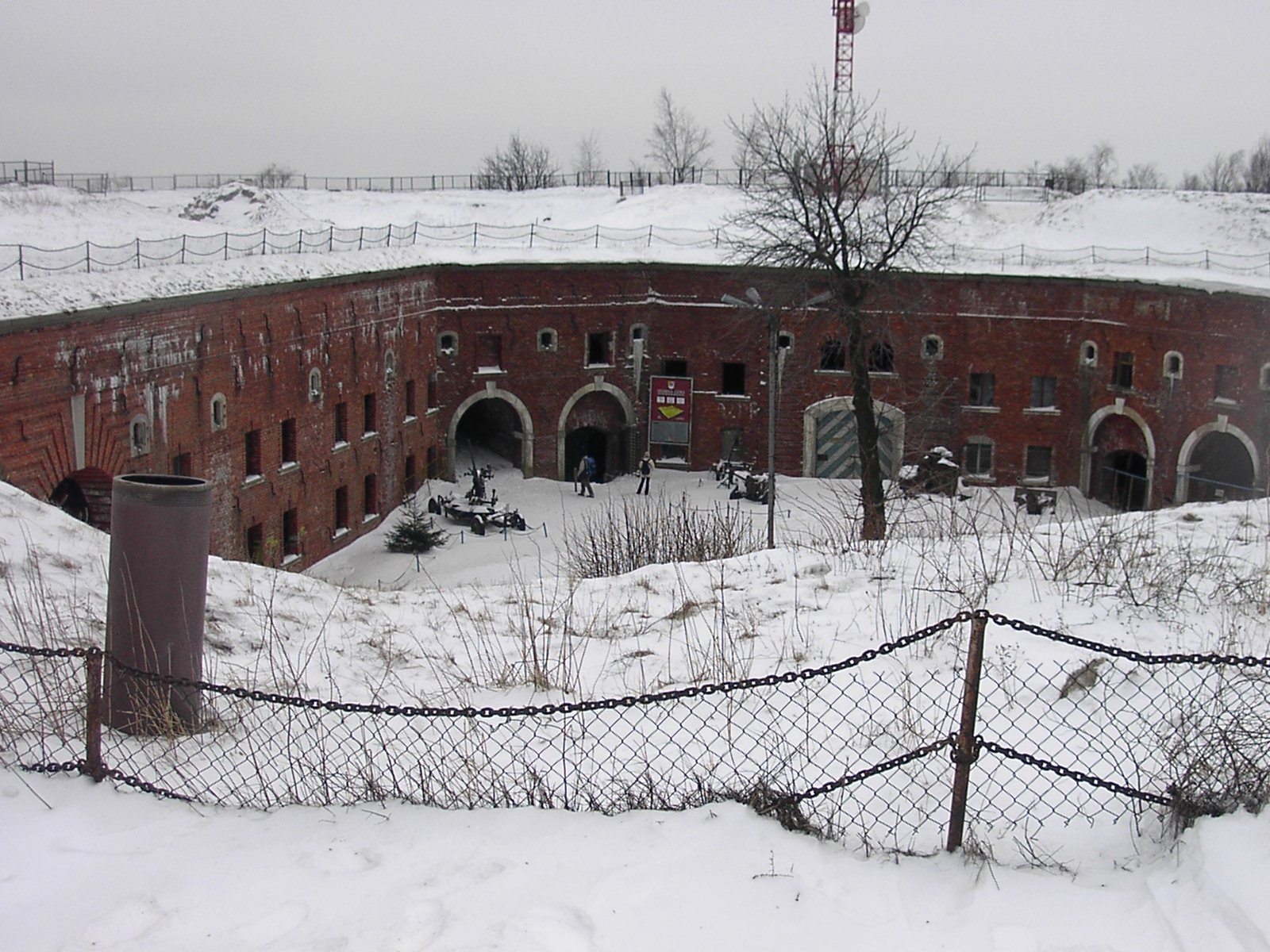
Pháo đài vào mùa đông

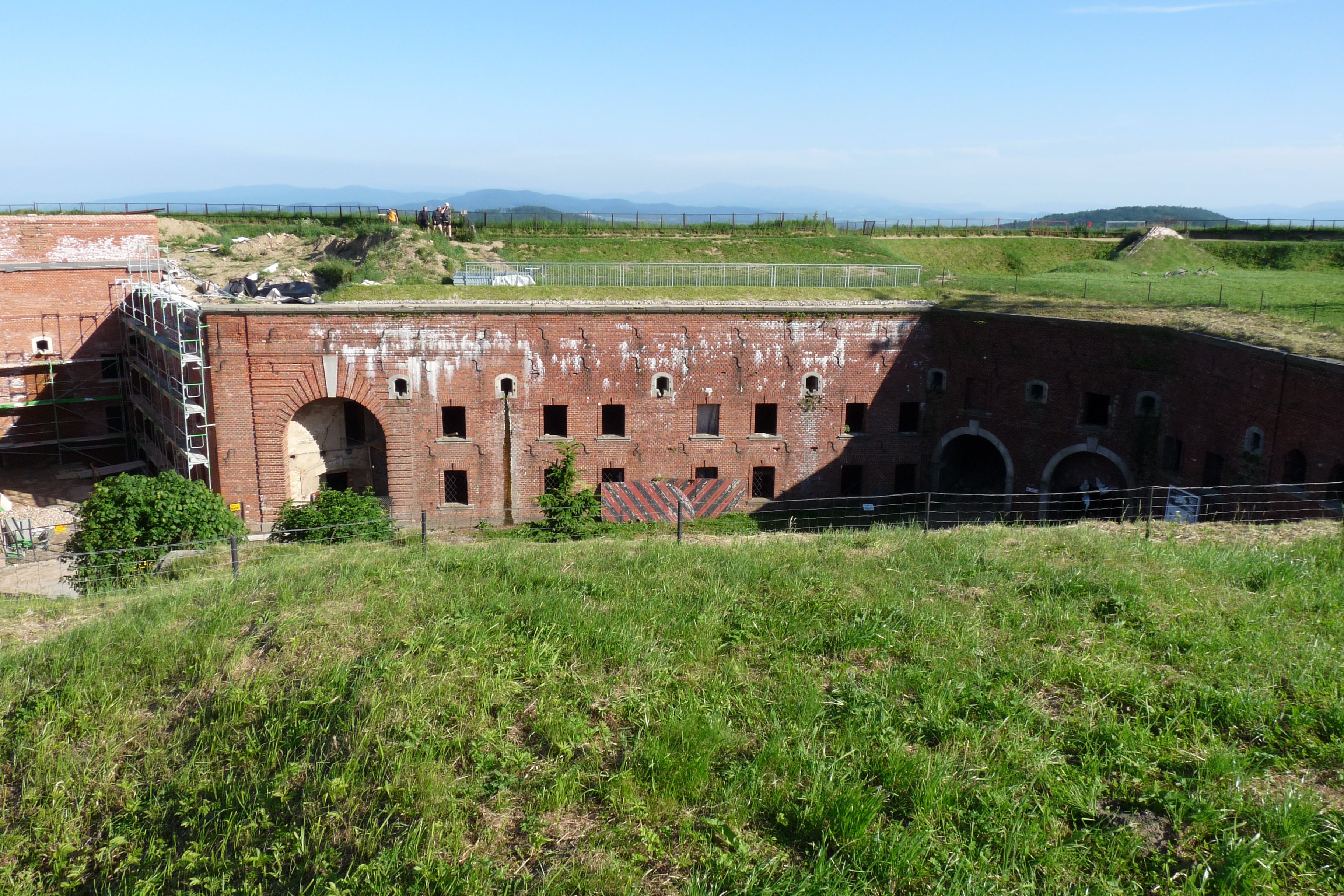
Pháo đài vào mùa hè

Khu phức hợp nằm trên độ cao của dãy núi Sudety, tạo thành một biên giới tự nhiên giữa Thung lũng Kłodzko và vùng đất thấp Silesian. Nó kiểm soát lối đi qua Thung lũng Bạc (tiếng Ba Lan: Przełęcz Srebrna, tiếng Đức: Silberbergpass). Pháo đài trải dài ba ngọn đồi: Ostróg (627 mét so với mực nước biển), Warowna Góra (686m) và Wielki Chochoł (740m). Pháo đài có thể che chở cho một đơn vị đồn trú gồm 4000 binh sĩ, được cung cấp để sống sót sau một cuộc bao vây kéo dài một năm. Nó được bảo vệ bởi 264 khẩu pháo. Pháo đài được dự định để bảo vệ một tuyến đường nối liền vùng lãnh thổ Phổ với Bohemian vùng đất ở phía nam, và do đó giúp đẩy lùi bất kỳ cuộc xâm nhập có thể từ Áo. Chi phí xây dựng được báo cáo là 4,5 triệu thalers Phổ.
Pháo đài không bao giờ bị chiếm trong khi bị bao vây. Vào ngày 28 tháng 6 năm 1807, nó đã chống lại thành công một cuộc bao vây của lực lượng Napoléon trong Chiến tranh của Liên minh thứ tư; đây là lần duy nhất pháo đài là nơi diễn ra một trận chiến tại ngũ. Đến năm 1860, nó đã được tuyên bố là lỗi thời và đồn trú giảm kích thước; nó đã bị bỏ hoang như một thành trì quân sự tại ngũ vào năm 1867. Pháo đài đã tồn tại cho đến ngày nay với sự hiện đại hóa hoặc thiệt hại tương đối ít, góp phần tạo nên vị thế quý giá như một di tích lịch sử của thời đại. Nó phục vụ như một cơ sở huấn luyện quân sự, và vào cuối thế kỷ 19 đã là một điểm thu hút khách du lịch, với một nhà hàng được mở trong pháo đài vào năm 1885. Một ký túc xá thanh niên đã mở ở đó vào năm 1913, một bảo tàng vào năm 1931, và đến những năm 1930, nó đã được 50.000 khách du lịch ghé thăm mỗi năm.
Trong Thế chiến II, pháo đài đóng vai trò trại tù binh (Oflag VII „b" 1939-1941, Stalag 367 1941 – 1945). Nó được sử dụng như một nhà tù dành cho các sĩ quan Ba Lan bị Đức giam cầm. Các tù nhân đáng chú ý bao gồm Đô đốc Stefan Frankowski, Tướng Tadeusz Piskor và Chuẩn đô đốc Józef Unrug. Sau chiến tranh, pháo đài là một phần của vùng đất Đức bị Ba Lan sáp nhập. Năm 1961, nó đã được thêm vào sổ đăng ký Ba Lan của các đối tượng di sản văn hóa. Năm 1973, một bảo tàng quân sự đã được mở tại Fort. Năm 2002, nó được tuyên bố là một công viên văn hóa và năm 2004 nó được công nhận là Di tích lịch sử (Pomnik historii).

## Tình trạng hiện tại
Pháo đài mở cửa cho khách du lịch.
Một nhóm tái hiện lịch sử trong khu vực tiếp tục truyền thống của đơn vị bộ binh Phổ trong pháo đài.